# Нове Поле (Омська область)
Нове Поле (рос. Новое Поле) — присілок у Мар'яновського району Омської області Російської Федерації.
Належить до муніципального утворення Степнинське сільське поселення. Населення становить 3 особи.

## Історія
Згідно із законом від 30 липня 2004 року органом місцевого самоврядування є Степнинське сільське поселення.

## Населення
| 1920 | 1979 | 1989 | 2010 |
| ---- | ---- | ---- | ---- |
| 32   | ↗112 | ↘46  | ↘3   |